# Bombardování Bělehradu (1941)

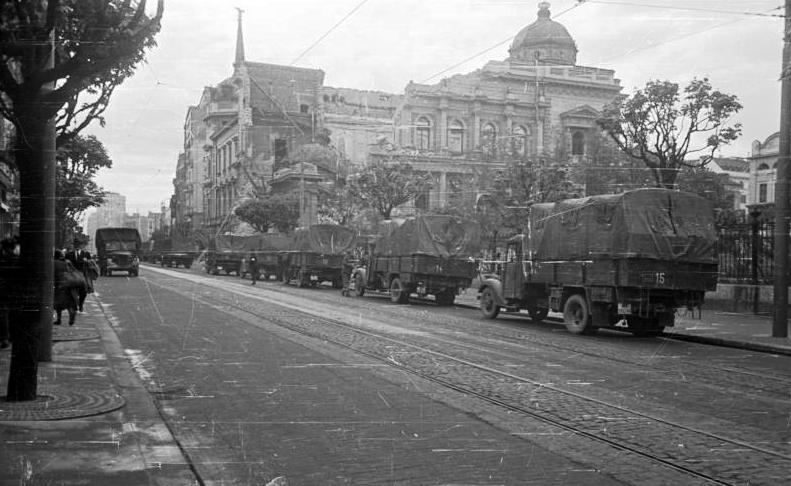
Poškozená budova Starého paláce v Bělehradě

Bombardování Bělehradu (srbsky Бомбардовање Београда/Bombardovanje Beograda, německý název operace: Strafgericht) bylo počáteční akcí Dubnové války, během které si nacistické Německo podmanilo jugoslávské království.
Bělehrad byl během druhé světové války napadnut ze vzduchu celkem dvakrát; kromě německé kampaně z počátku roku 1941 i později, spojeneckými silami v roce 1944.

## Průběh

Fotografie bombardování Bělehradu z německého propagandistického časopisu

Německé letectvo napadlo Bělehrad časně v ranních hodinách dne 6. dubna 1941. Úlohu vykonala Čtvrtá peruť pod vedením Alexandra Löhra. Do operace bylo zapojeno 234 bombardérů a 120 stíhačů. Nad bělehradským nebem bylo celkem 6. i 7. dubna 484 letounů. Jejich základnami byla letiště poblíž Vídně, Grazu a Aradu.
Kromě prvního náletu dne 6. dubna 1941 v 6:30 ráno se konaly ještě další letecké údery, a to 7., 11. a 12. dubna. Bylo svrženo na 440 tun zápalných bomb. Úder na Bělehrad měl mít symbolický význam; měl být odvetou za vojenský puč z 27. března. Cílem bylo zlomit historické centrum srbské moci.
Proti Luftwaffe byla vyslána elitní Šestá stíhací peruť a mobilizována protivzdušná obrana. Dodnes není známo, kolik strojů se jugoslávskému letectvu podařilo sestřelit; dle dostupných odhadů mezi 42 a 48. Ve vzdušných soubojích zahynulo 11 jugoslávských pilotů. Základnou bělehradských letců bylo letiště v Zemunu.
Jugoslávská vláda, která byla na invazi sil Osy připravena velmi chabě, již 3. dubna vydala rozhodnutí, že v případě úderu bude nezbytné prohlásit Lublaň, Záhřeb a Bělehrad za otevřená města. V případě Bělehradu bylo tak i učiněno. Jugoslávská metropole proto nebyla (s výjimkou protivzdušných sil) bráněna; i přesto byli Němci toho názoru, že musí obsadit "Pevnost Bělehrad".

## Škody

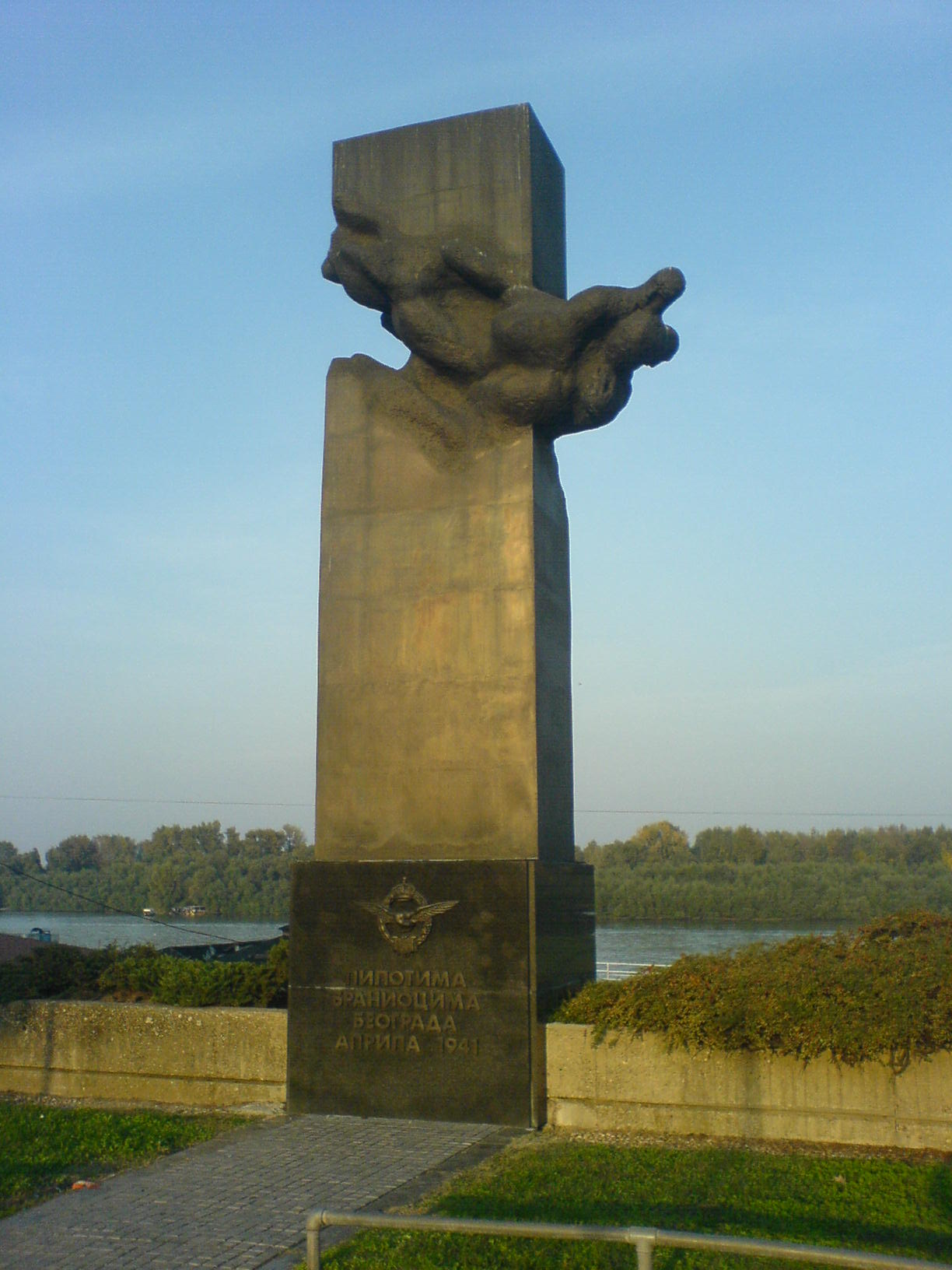
Památník pilotům - obráncům v Novém Bělehradě.

Dle jugoslávské historiografie je často uváděná jako největší oběť bombardování budova Národní knihovny, která se nacházela na ulici Kosančićev venac a která byla německým úderem v podstatě srovnána se zemí. V budově byla uložena celá řada unikátních textů (celkem tři sta tisíc dokumentů), mnohé z nich pocházely z dob středověku.
Civilní ztráty činily dle jugoslávských odhadů 2200 - 4000 lidí (dle německých 1500 - 1700 osob). Vysoké škody byly způsobeny především stářím zástavby a nedostatečně organizovanou civilní obranou. Britský premiér Winston Churchill odhadl ve svém projevu počet obětí až na 17 000.
627 budov bylo těžce poškozeno, 1601 poničeno částečně a 6829 lehce. Starý palác byl rovněž mezi objekty, které zasáhly německé bomby, stejně tak i Palác Albánie.

## Následky
Bombardování civilního obyvatelstva a kulturních památek mělo velmi vážný dopad na místní obyvatelstvo.
V roce 1966 byl na hřbitově obětí bombardování odhalen památník letcům, kteří bránili Bělehrad před německým úderem.